# Julián Juderías

Julian Juderías, ca. 1905

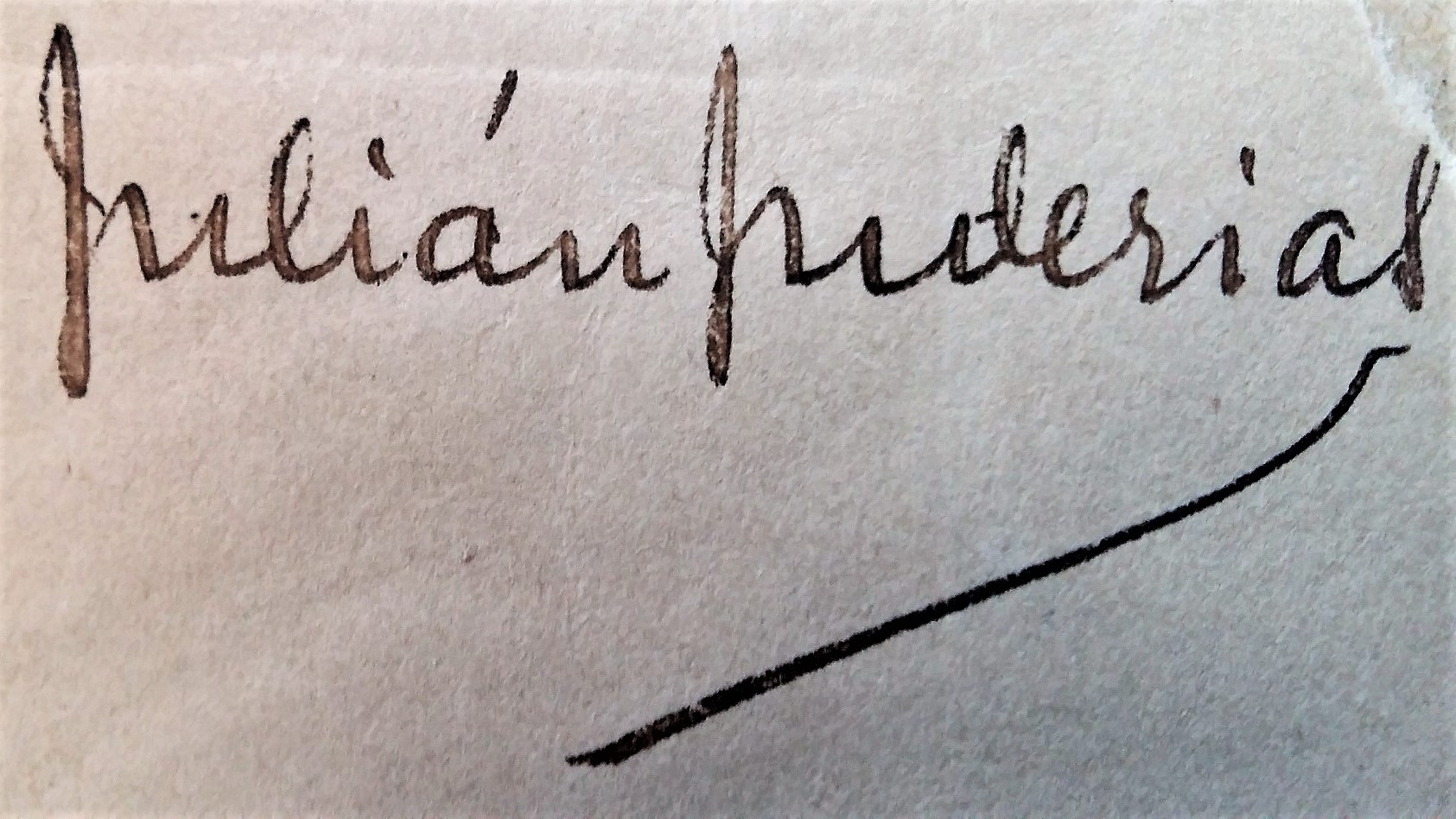
Unterschrift von Julián Juderías

Julián Juderías y Loyot (* 16. September 1877 in Madrid, Spanien; † 19. Juni 1918 ebenda) war ein spanischer Soziologe, Historiker, Journalist und Übersetzer. Er prägte mit seiner Schrift La Leyenda negra y la verdad histórica den Begriff der „schwarzen Legende“ (Leyenda negra) zur Bezeichnung der negativen Darstellung der spanischen Geschichte im Ausland.

## Leben
Julián Juderías wuchs in einer gebildeten Familie auf. Sein Vater, Mariano Juderías, war Historiker und Übersetzer, seine Mutter war Französin. Er hatte auch deutsche Vorfahren. 1894 fand er als „joven de lenguas“ (Jungmitarbeiter im Sprachdienst) eine Stelle als Übersetzer im Außenministerium. 1898 schrieb er sich zum Wirtschaftsstudium in der rechtswissenschaftlichen Fakultät der Universität Madrid ein. Juderías widmete sich früh dem Studium der Sprachen und studierte ab 1900 auch in Paris, Leipzig und Odessa vor allem osteuropäische Sprachen. Neben seinen Kenntnissen des Deutschen, Französischen, Italienischen, Englischen und Russischen konnte er Artikel aus zwölf weiteren Sprachen übersetzen. In seiner ersten soziologischen Arbeit befasste er sich mit den Arbeitsbedingungen der russischen Arbeiterschaft.
Ab 1904 arbeitete Juderías am Institut für Sozialreformen (Instituto de Reformas Sociales) in Madrid. Er publizierte mehrere historische und soziologische Artikel, insbesondere zum Thema der Armutsbekämpfung. Von 1906 bis 1909 nahm er als Delegierter im Auftrag des Königshauses an den Internationalen Kongressen von Paris (1906), Brüssel (1907), Genf (1908) und Wien (1909) zur Bekämpfung des Mädchenhandels teil.
1909 wurde er Bibliothekar des Ateneo de Madrid, einer der besten Bibliotheken Spaniens. Als Mitglied des Athenäums war er auch Mitbegründer der Madrider Volkshochschule (Universidad popular de Madrid).

## Hauptwerk
Begünstigt durch seine Sprachkenntnisse sammelte und las Juderías zahlreiche ausländische Bücher zur spanischen Geschichte. Er war schockiert über das negative und verzerrte Bild, das darin vermittelt wurde. Darauf setzte er sich wissenschaftlich mit dem Thema auseinander und veröffentlichte im Januar und Februar 1914 im Rahmen eines Preisausschreibens in der Zeitschrift Illustración Española y Americana in fünf Beiträgen La leyenda negra y la verdad histórica: España en Europa. Er gewann den Wettbewerb und publizierte 1914 seine Arbeit in einer erweiterten und überarbeiteten Fassung auch als Monografie. 1917 schließlich veröffentlichte er eine neu strukturierte und deutlich umfangreichere Version unter dem Titel La leyenda negra: estudios acerca del concepto de España en el Extranjero. Darin thematisierte er die „absurde und tragische Legende“ über Spanien und die Spanier, die als Wahrheit verkleidet, seit vier Jahrhunderten in der Welt kursiere. Unter anderem schrieb er:

„Die Probleme, die aus der Geschichte hervorgehen oder die diese aufwirft, welche auch immer es sein mögen, müssen unbefangen, vorurteilsfrei und mit der festen Absicht studiert werden, die Wahrheit oder zumindest den größtmöglichen Wahrheitsgehalt zu ermitteln. (…) Unter Leyenda negra verstehen wir die Stimmung, geschaffen durch die wundersamen Erzählungen über unser Heimatland, die in fast allen Ländern veröffentlicht wurden; die grotesken Beschreibungen, die stets über den Charakter der Spanier als Individuen und als Kollektiv gemacht wurden; die Leugnung oder mindestens die systematische Ignorierung all dessen, was für uns in den verschiedenen Bereichen der Kultur und Kunst vorteilhaft und ehrenhaft ist; die Anschuldigungen, die zu aller Zeit gegen Spanien vorgebracht wurden, bei denen man sich auf übertrieben dargestellte, falsch interpretierte oder gänzlich falsche Tatbestände stützte; und schließlich die Behauptung in respektabel und wahrhaft scheinenden Büchern, die in der ausländischen Presse vielfach wiederholt, kommentiert und aufgebauscht wurde, dass unser Heimatland hinsichtlich Toleranz, Kultur und politischem Fortschritt eine bedauernswerte Ausnahme innerhalb der Gruppe der europäischen Nationen sei. Mit einem Wort: Wir verstehen unter Leyenda negra die Legende vom inquisitorischen, ignoranten, fanatischen Spanien, unfähig, heute wie früher einen Platz unter den kultivierten Völkern einzunehmen, immer bereit zu gewalttätigen Repressionen, Feind des Fortschritts und der Innovationen; oder, mit anderen Worten, die Legende, die sich im Zuge der Reformation im 16. Jahrhundert zu verbreiten begann und die man seither immer wieder gegen uns verwendet hat, besonders in schwierigen Momenten unserer staatlichen Existenz. (…) Die Merkmale, welche die antispanische Legende in unseren Tagen präsentiert, sind erstaunlich und studierenswert. Sie haben sich trotz dem Verlauf der Zeit nicht verändert. Sie basieren heute, gleich wie früher, gleich wie immer, auf zwei Hauptelementen: der Weglassung und der Übertreibung.“

Mit dieser Arbeit prägte Juderías den Begriff der „Schwarzen Legende“ (Leyenda negra), auch wenn der Begriff vereinzelt schon früher verwendet worden war. So hatte ihn etwa die Schriftstellerin und Feministin Emilia Pardo Bazán 1899 an einem Vortrag in Paris kurz erwähnt. Der Schriftsteller und Politiker Vicente Blasco Ibáñez hatte 1909 in Buenos Aires eine Konferenz ebenfalls unter diesem Titel abgehalten. Die herabwürdigende und unsachliche Darstellung Spaniens und seiner Geschichte im Ausland war seit dem 16. Jahrhundert generell immer wieder thematisiert worden. Juderías bezog sich explizit auf den von ihm bewunderten und polyglotten Autoren Juan Valera, der die Problematik ebenfalls aufgegriffen hatte. Noch nie aber war das Thema so umfassend behandelt und der Begriff Leyenda negra so klar definiert worden wie durch Juderías. Seine Studie löste denn auch eine bis heute andauernde Diskussionen aus. Eine deutschsprachige Übersetzung liegt nicht vor.

## Tod
Im April 1918 wurde Julián Juderías in die Real Academia de la Historia aufgenommen. Er erkrankte kurz darauf an der Spanischen Grippe, die fälschlicherweise so genannt wurde, was in gewisser Weise auch ein Ausdruck der Schwarzen Legende war. Er verstarb am 19. Juni 1918 an den Folgen dieser Krankheit. Juderías hinterließ eine Frau und eine Tochter.

## Werk (Auswahl)

### Geschichte
- Un proceso político en tiempos de Felipe III: don Rodrigo Calderón, marqués de Siete Iglesias; su vida, su proceso y su muerte. Madrid 1906
- Los favoritos de Felipe III: don Pedro Franqueza, conde de Villalonga y Secretario de Estado. Madrid 1909
- España en tiempos de Carlos II el Hechizado: obra que obtuvo el Premio Charro Hidalgo en el concurso abierto por el Ateneo de Madrid en 1908-1910. Madrid 1912
- Don Gaspar Melchor de Jovellanos: su vida, su tiempo, sus obras, su influencia social: obra premiada por la Real Academia de Ciencias Morales y Políticas 1913
- «La leyenda negra y la verdad histórica: España en Europa, trabajo premiado por La Ilustración Española y Americana en el concurso de 1913», La Ilustración Española y Americana, Madrid, Januar–Februar 1914
- La leyenda negra y la verdad histórica: contribución al estudio del concepto de España en Europa, de las causas de este concepto y de la tolerancia política y religiosa en los países civilizados. Madrid 1914
- Gibraltar: apuntes para la historia de la pérdida de esta plaza, de los sitios que le pusieron los españoles y de las negociaciones entre España e Inglaterra referentes a su restitución: 1704-1796. Madrid 1915
- La leyenda negra: estudios acerca del concepto de España en el Extranjero: segunda edición completamente refundida, aumentada y provista de nuevas indicaciones bibliográficas, Barcelona, 1917
- La reconstrucción de la historia de España desde el punto de vista nacional: discursos leídos ante la Real Academia de la Historia en el acto de su recepción pública por el Excmo. Sr. don Julián Juderías y Loyot y por el Excmo. Sr. don Jerónimo Bécker y González, académico de número, el 28 de abril de 1918. Madrid 1918
- Don Francisco de Quevedo y Villegas: la época, el hombre, las doctrinas: obra premiada con accésit por la Real Academia de Ciencias Morales y Políticas en el concurso ordinario de 1917. Madrid 1923.

### Soziologie
- El obrero y la ley obrera en Rusia, Madrid, Ministerio de Estado, 1903, Madrid, Ministerio de Estado, 1903, publiziert in der Gaceta de Madrid, 24. Juni 1903.
- Rusia contemporánea: estudios acerca de su situación actual. Madrid 1904.
- La miseria y la criminalidad en las grandes ciudades de Europa y América. Madrid 1906
- La protección a la infancia en el extranjero. Madrid 1908
- Los hombres inferiores: estudio acerca del pauperismo en los grandes centros de población. Madrid 1909, Bd. VII Biblioteca de Ciencias Penales
- La reglamentación de la prostitución y la trata de blancas. Madrid 1909
- Le Patronage Royal pour la repression de la traite des blanches et le Congrès de la Fédération Abolitioniste Internationale (Genève septembre 1908). Madrid 1908
- El problema de la mendicidad: medios prácticos de resolverlo, memoria que obtuvo el Premio del Ministro de la Gobernación en el concurso abierto en 1908 por la Sociedad Española de Higiene. Madrid 1909
- Le petit crédit urbain et rural en Espagne, Bruxelles, Comité International de l’Association pour l’étude des problèmes des classes moyennes, 1909
- El problema del abolicionismo, memoria presentada al Congreso de la Asociación Española para el progreso de las Ciencias celebrado en Valencia. Madrid 1909
- Los tribunales para niños: medios de implantarlos en España, ponencia presentada al Consejo Superior de Protección a la Infancia y publicada por éste. Madrid 1910
- La trata de blancas: estudio de este problema en España y en el Extranjero, memoria premiada por la Sociedad Española de Higiene en el concurso de 1910., Madrid, 1911
- La higiene y su influencia en la legislación, memoria premiada por la Sociedad Española de Higiene en su concurso de 1911. Madrid 1911
- La infancia abandonada: leyes e instituciones protectoras, memoria premiada por la Real Academia de Ciencias Morales y Políticas en el consurso de la fundación del señor d. José Santa María de Hita. Madrid 1912
- La juventud delincuente: leyes e instituciones que tienden a su regeneración, memoria premiada por la Real Academia de Ciencias Morales y Políticas. Madrid 1912
- Recueil des lois et ordonnances en vigueur pour la répression de la traite des blanches dans les principaux pays d’Europe et d’Amérique: fait au nom du Patronage Royal Espagnol pour la Repression de la Traite des Blanches. Madrid 1913
- Mendicidad y vagancia, ponencia para la Asamblea Nacional de Protección a la Infancia y represión de la mendicidad, 13–18 de abril de 1914; sección 3ª. Madrid, 1914
- El problema de la infancia obrera en España, publicación de la Sección Española de la Asociación Internacional para la Protección Legal de los Trabajadores. Madrid 1917
- Problemas de la infancia delincuente: la criminalidad, el tribunal, el reformatorio, Biblioteca «Pro-Infantia», Madrid, 1917.